# Maria Dąbrowska
Maria Dąbrowska (6. oktober 1889 – 19. maj 1965) var en polsk forfatterinde. På dansk skrives hendes navn til tider Maria Dombrowska.
I Danmark er hun mest kendt for sin store slægtsroman, Nætter og dage (polsk Noce i dnie, filmatiseret).